# Wereldkampioenschappen kunstschaatsen 1909
De Wereldkampioenschappen kunstschaatsen 1909 werden gevormd door drie toernooien die door de Internationale Schaatsunie werden georganiseerd.
Voor de vrouwen was het de vierde editie. Dit kampioenschap vond plaats op 23 en 24 januari in Boedapest, Hongarije. Boedapest was voor de eerste maal gaststad, Hongarije voor de eerste maal gastland.
Voor de mannen was het de veertiende editie, voor de paren de tweede editie. Deze twee kampioenschappen vond plaats op 7 en 8 februari in Stockholm, Zweden. Stockholm was hiermee de eerste stad die voor de vierde keer als gaststad optrad, Zweden het eerste land dat voor de vierde keer als gastland optrad. In 1897, 1901 en 1905 vonden de mannentoernooien hier ook plaats.
De Zweed Ulrich Salchow won voor de achtste keer de wereldtitel. De Hongaarse Lily Kronberger prolongeerde haar titel bij de vrouwen. Het Britse paar Phyllis Johnson / James H. Johnson volgde het Duitse paar Anna Hübler / Heinrich Burger op als wereldkampioenen bij de paren.

## Deelname
Bij de mannen waren er vijf deelnemers uit drie landen. Bij de vrouwen was er één deelneemster uit het gastland. Bij het paarrijden kwamen er vijf paren uit drie landen uit op het kampioenschap. De Zweed Richard Johansson nam zowel in het mannentoernooi als het toernooi voor de paren deel.
(Tussen haakjes het totaal aantal startplaatsen in de drie toernooien.)
| Zweden (5) Noorwegen (2) Hongarije (1) | Oostenrijk (1) Keizerrijk Rusland (1) Verenigd Koninkrijk (1) |

Voor Ulrich Salchow, de olympisch kampioen, was het zijn elfde deelname.
Per Thorén, derde op de OS, nam voor de vierde keer deel. Eerder werd hij derde (1905), vijfde (1906) en vierde (1907)
Voor Richard Johansson, tweede op de OS, was het zijn tweede deelname bij de mannen, in 1905 werd hij vierde.
Voor Ernest Herz en Theodor Datlin was het hun enige deelname aan het WK.
Voor Lily Kronberger was het haar vierde deelname, zij werd derde in 1906, 1907.
Voor het paar Johnson/Johnson was de tweede deelname. In 1908 werden ze tweede, dit werden ze ook op de OS van 1908.
Voor de paren Lindahl/Rosenius, Gertrud Ström/Richard Johansson en Grömer/Erikson was het hun enige deelname.

## Medailleverdeling
| Discipline | Goud                               | Zilver                          | Brons                             |
| ---------- | ---------------------------------- | ------------------------------- | --------------------------------- |
| Mannen     | Ulrich Salchow                     | Per Thorén                      | Ernest Herz                       |
| Vrouwen    | Lily Kronberger                    |                                 |                                   |
| Paren      | Phyllis Johnson / James H. Johnson | Valborg Lindahl / Nils Rosenius | Gertrud Strom / Richard Johansson |

## Uitslagen
| Mannen |                       |                     |    |
| #      | naam (deelname)       | land                | pc |
| Goud   | Ulrich Salchow (11)   | Vlag van Zweden     | 7  |
| Zilver | Per Thorén (4)        | Vlag van Zweden     | 10 |
| Brons  | Ernest Herz           | Vlag van Oostenrijk | 16 |
| 4      | Richard Johansson (2) | Vlag van Zweden     | 20 |
| 5      | Theodor Datlin        | Vlag van Rusland    | 22 |

| Vrouwen |                     |                                |    |
| #       | naam (deelname)     | land                           | pc |
| Goud    | Lily Kronberger (4) | Vlag van Hongarije (1896-1915) | 5  |

| Paren  |                                          |                              |     |
| #      | naam (deelname)                          | land                         | pc  |
| Goud   | Phyllis Johnson (2) James H. Johnson (2) | Vlag van Verenigd Koninkrijk | 5.5 |
| Zilver | Valborg Lindahl Nils Rosenius            | Vlag van Zweden              | 9.5 |
| Brons  | Gertrud Ström Richard Johansson (2)      | Vlag van Zweden              | 16  |
| 4      | Mimi Grömer Karl Erikson                 | Vlag van Noorwegen           | 22  |
| 5      | Alexia Bryn-Schøien Yngvar Bryn          | Vlag van Noorwegen           | 22  |

Medaillewinnaars

Mannen · 
Vrouwen ·
Paren · 
IJsdansen

 Toernooi

1896 · 
1897 · 
1898 · 
1899 · 
1900 · 
1901 · 
1902 · 
1903 · 
1904 · 
1905 · 
1906 · 
1907 · 
1908 · 
1909 · 
1910 · 
1911 · 
1912 · 
1913 · 
1914 · 
1915-1921 · 
1922 · 
1923 · 
1924 · 
1925 · 
1926 · 
1927 · 
1928 · 
1929 · 
1930 · 
1931 · 
1932 · 
1933 · 
1934 · 
1935 · 
1936 · 
1937 · 
1938 · 
1939 ·
1940-1946 · 
1947 · 
1948 · 
1949 · 
1950 · 
1951 · 
1952 · 
1953 · 
1954 · 
1955 · 
1956 · 
1957 · 
1958 · 
1959 · 
1960 · 
1961 · 
1962 · 
1963 · 
1964 · 
1965 · 
1966 · 
1967 · 
1968 · 
1969 · 
1970 · 
1971 · 
1972 · 
1973 · 
1974 · 
1975 · 
1976 · 
1977 · 
1978 · 
1979 · 
1980 · 
1981 · 
1982 · 
1983 · 
1984 · 
1985 · 
1986 · 
1987 · 
1988 · 
1989 · 
1990 · 
1991 · 
1992 · 
1993 · 
1994 · 
1995 ·
1996 · 
1997 · 
1998 · 
1999 · 
2000 · 
2001 · 
2002 · 
2003 · 
2004 · 
2005 · 
2006 ·
2007 ·
2008 ·
2009 ·
2010 ·
2011 ·
2012 ·
2013 ·
2014 ·
2015 ·
2016 ·
2017 ·
2018 ·
2019 · 
2020 · 
2021 ·
2022 ·
2023 ·
2024

 ISU-kampioenschappen

WK kunstschaatsen junioren ·
EK kunstschaatsen ·
Viercontinentenkampioenschap ·
Olympische Spelen